# Hlalem
Les hlalem sont un mets à base de pâtes, préparé sous forme de soupe, issu de la tradition culinaire tunisienne.

## Préparation
La pâte est préparée de façon artisanale à partir de semoule, de farine, d'huile et d'eau. Le tout est pétri en lacets de plusieurs centimètres, puis pressé et enroulé entre le pouce et l'index et détaché en petits bouts de 1,5 cm. Avec le même mouvement, le bout de pâte est jeté sur un tamis ; une fois que la surface du tamis est couverte de pâtes, celles-ci sont exposées au soleil, séchées puis conservées.
Les pâtes sont ensuite cuisinées en soupe piquante avec des tomates, des oignons, des féculents (pois chiches, févettes, lentilles ou petits pois) et de la viande (séchée ou fraîche).

## Tradition
La préparation des hlalem étant un mouvement automatique, ne nécessitant pas une concentration particulière, les femmes tunisiennes profitaient traditionnellement de leurs rencontres durant l'après-midi pour en préparer en groupe.
Ce plat est traditionnellement consommé avec des lentilles par les Juifs tunisiens au sortir du jeûne du 9 av.